# Реповш, Душан
Душан Душанович Реповш (родился 30 ноября 1954 года) — словенский математик из Любляны, Словения.

## Биография
В 1977 году окончил Люблянский университет. Получил степень доктора философии в 1983 году в Университете штата Флорида. Получил стипендию Фулбрайта.
В 1993 году был назначен профессором геометрии и топологии в Люблянском университете, где работает на математическом и физическом факультете и на педагогическом факультете, в качестве заведующего кафедрой геометрии и топологии. С 1983 года лидер Словенской группы нелинейного анализа, топологии и геометрии в Институте математики, физики и механики в Любляне и руководитель многочисленных национальных и международных исследовательских грантов (США, Российская Федерация, Китай, Франция, Италия, Испания, Израиль, Соединённое Королевство, Польша, Венгрия, Румыния, Словакия и другие). Словенское исследовательское агентство выбрало эту группу среди лучших исследовательских программных групп в Словении.

## Научная деятельность
Реповш является ведущим словенским экспертом по нелинейному анализу и топологии и является одним из самых известных словенских математиков. Опубликовал более 450 научных работ и прочитал более 400 приглашенных докладов на различных международных конференциях и университетах по всему миру.
Его исследовательские интересы связаны с топологическими методами в нелинейном анализе, приложениями функционального анализа, многозначного анализа, топологии и алгебры. Он впервые стал известен в 1980-х годах своими результатами в геометрической топологии, в частности решением классической задачи распознавания для 3-многообразий, доказательством 4-мерного критерия клеточности и доказательством липшицевого случая классическая гипотези Гильберта-Смита. Позже он продолжил свои исследования в нескольких других областях и в настоящее время наиболее активно изучает проблемы уравнений с частными производными. Он охватывает
очень широкий спектр: задачи с нестандартным ростом (переменные показатели, анизотропные задачи, двухфазные задачи),
качественный анализ решений полулинейных и квазилинейных уравнений в частных производных (граничные условия Дирихле, Неймана, Робина), сингулярные и вырожденные задачи, проблемы неравенства (вариационные, гемивариационные, как стационарные, так и эволюционные). Его анализ этих проблем сочетает в себе тонкие методы взаимодействия нелинейного функционального анализа, теории критических точек, вариационных, топологических и аналитических методов, математической физики и других.
Опубликовал монографию о нелинейном анализе, монографию о уравнениях с частными производными с переменными показателями,
монографию о непрерывных селекциях многозначных отображений и монографию о многомерных обобщенных многообразиях, а также университетский учебник по топологии. Pаботает в редакциях журналoв Journal of Mathematical Analysis and Applications, Advances in Nonlinear Analysis, Boundary Value Problems, Complex Variables and Elliptic Equations, идр.

## Награды и звания
За свои выдающиеся исследования он был награждён в 2014 году почётным докторатом Университета Крайовой, в 2009 году медалью памяти Боголюбова на Украинском математическом конгрессе в Киеве, а в 1997 году — премией Республики Словения за исследования (ныне называемой Zois Prize). За продвижение словенской науки за рубежом он получил в 1995 году почетное звание посла по науке Республики Словении. Является членом Европейской академии наук и искусств, Нью-Йоркской академии наук, Американского математического общества, Европейского математического общества, Лондонского математического общества, Математического общества Японии, Московского математического общества, Французского математического общества, Швейцарское математическое общество и других. Также является одним из основателей Словенской инженерной академии.